# Вулиця Сагайдачного (Броди)
Ву́лиця Са́гайдачного — вулиця міста Броди, Львівської області, місцевість Малі Фільварки. Починається від перехрестя вулиць Конюшківської та Ярослава Мудрого та прямує у бік виїзду з міста.
Прилучаються вулиці Вагилевича, Городова.

## Історія
Від 1944 року іменувалася вулицею Мічуріна, на честь російського біолога, селекціонера-помолога, автора багатьох сортів плодово-ягідних культур Івана Мічуріна. 1991 року рішенням Бродівської міської Ради народних депутатів вулицю перейменовано на честь українського полководця, політичного діяча, гетьмана реєстрового козацтва, кошового отамана Запорізької Січі Петра Конашевича-Сагайдачного.